# Мильна (деревня)
У этого термина существуют и другие значения, см. Мильна - потухший вулкан на острове Симушир
Мильна — деревня в Меленковском районе Владимирской области России, входит в состав Илькинского сельского поселения.

## География
Деревня расположена в 19 км на юг от Меленок близ границы с Рязанской областью.

## История
Деревня Мильна основана в 1838 году переселенцами из деревни Рамень.
В 1904 году деревня входила в состав Лехтовской волости Меленковского уезда Владимирской губернии и имела 56 дворов при численности населения 297 чел.

## Население
| 1859 | 1926 |
| ---- | ---- |
| 79   | 373  |

| 1859 | 1905 | 1926 | 2002 | 2010 | 2021 |
| ---- | ---- | ---- | ---- | ---- | ---- |
| 79   | ↗297 | ↗373 | ↘69  | ↘55  | ↘28  |

## Транспорт и связь
Деревня расположена на автомобильной трассе Р125 Нижний Новгород - Ряжск с регулярным автобусным сообщением до Меленок и Касимова.
Деревню обслуживает сельское отделение почтовой связи Илькино (индекс 602131).